# Marquesado del Romeral
El marquesado del Romeral es un título nobiliario español concedido por Amadeo I en 1872 a Manuel Martínez-Pérez y Codés.
De extracción humilde, Manuel Martínez Pérez logró ascender económicamente siendo uno de los mayores propietarios agrarios de la provincia de Logroño, y socialmente hasta el punto de iniciar una de las sagas político-económicas más importantes de La Rioja de finales del siglo XIX y principios del XX, que se prolongaría con su sobrino Lorenzo de Codés y los descendientes de este.

## Marqueses del Romeral
|                                 | Titular                                                | Periodo                         |
| Creación por Amadeo I de España | Creación por Amadeo I de España                        | Creación por Amadeo I de España |
| ------------------------------- | ------------------------------------------------------ | ------------------------------- |
| I                               | Manuel Martínez-Pérez y Codés                          | 1872-1882                       |
| II                              | Antonio Rodríguez García                               | 1882-1886                       |
| III                             | Lorenzo de Codés y García                              | 1886-1907                       |
| Rehabilitación por Alfonso XIII |                                                        |                                 |
| IV                              | Ángel Lorenzo Clemente Anselmo de Codés y Rodrigáñez   | 1926-1959                       |
| V                               | María del Carmen Marta Esperanza de Codés y Rodrigáñez | 1959-1961                       |
| VI                              | Félix de Iturriaga y Codés                             | 1961-1989                       |
| VII                             | Félix Javier de Iturriaga y Pico de Coaña              | 1989-2012                       |
| VIII                            | Alejandra de Iturriaga Gandini                         | 2012-actual titular             |

## Historia de los marqueses del Romeral
- Manuel Martínez-Pérez y Codés (El Horcajo, 17 de junio de 1804-Madrid, 21 de noviembre de 1881), I marqués del Romeral.

De origen humilde, nace en la aldea camerana de El Horcajo, y muy joven emigra a América (Cuba y Veracruz). Al regresar de América donde había acumulado una gran fortuna, ubicó su residencia en Logroño y accedió a cargos políticos locales. Asentado en la sociedad liberal riojana, accedió a los cargos de diputado en Cortes y senador del Reino por lo cual Amadeo I de España le concedió el título de marqués.
Se casó con Isabel García Martínez, con la que no tuvo descendencia.
Le sucedió su sobrino, el hijo de sus cuñados Antonio Rodríguez y A. García Martínez:
- Antonio Rodríguez García (Madrid, 18 de marzo de 1836-Logroño, 3 de noviembre de 1885), II marqués del Romeral.

Al igual que su tío, accedió a cargos políticos locales y fue diputado en Cortes y senador del Reino por la provincia de Logroño.
Era soltero, por lo que le sucedió su primo Lorenzo de Codés y García, hijo de Manuel Mª de Codés y Codés y Cesárea García Martínez.
- Lorenzo de Codés y García (El Horcajo, 5 de septiembre de 1833-Logroño, 25 de febrero de 1907), III marqués del Romeral.

Emigró muy joven a Veracruz (México), dónde continuó con los negocios de su tío José León García Martínez, y acabó siendo vicecónsul de España en México. Al igual que su tío y su primo, copó los cargos políticos de la provincia de Logroño, siendo diputado provincial, presidente de la Diputación Provincial, diputado en Cortes y presidente del Partido Liberal en la provincia de Logroño.
Casó el 28 de mayo de 1898 con Carmen Sáenz-Rodrigáñez y Mateo-Sagasta, sobrina de presidente del gobierno Práxedes Mateo-Sagasta. Le sucedió su hijo:
- Ángel de Codés y Rodrigáñez, (x-Logroño, 1958), IV marqués del Romeral por rehabilitación del título en 22 de enero de 1926.

Era soltero. Le sucedió su hermana:
- María del Carmen de Codés y Rodrigáñez (x-Logroño, 11 de noviembre de 1960), V marquesa del Romeral.

Casó con Félix de Iturriaga de la Peña, político liberal, fue diputado provincial de Logroño y gobernador civil de Toledo. Le sucedió su hijo:
- Félix de Iturriaga y Codés (Logroño, 19 de enero de 1902-Madrid, 14 de enero de 1989), VI marqués del Romeral.

Diplomático y profesor de Derecho, ocupó diversos cargos en el Ministerio de Asuntos Exteriores, consulados y embajadas. Llegó a ser embajador de España en Canadá y Dinamarca. Condecorado con la Gran Cruz de Isabel la Católica, la del Mérito Militar con distintivo blanco, la del Mérito Civil y la de San Raimundo de Peñafort.
Casó con Mª del Carmen Pico de Coaña y Martínez-Pasarón. Le sucedió su hijo:
- Félix Javier de Iturriaga y Pico de Coaña (x-2012), VII marqués del Romeral.

Casó con Paloma del Rosal y Blasco.
- Alejandra de Iturriaga Gandini, VIII marquesa del Romeral.[7]